# No Geography

No Geography es el noveno álbum de estudio del dúo inglés de música electrónica The Chemical Brothers, lanzado el 12 de abril de 2019 por Virgin EMI Records en el Reino Unido y por Astralwerks en los Estados Unidos. [1] Es el primer álbum del dúo en cuatro años. El álbum incluye voces de Aurora y el rapero japonés Nene. [2] [3] El álbum ganó el premio Grammy al Mejor Álbum de Electrónica / Dance en la 62.ª Entrega Anual de los Premios Grammy.
La portada del álbum es una imagen tomada del folleto del álbum de 1977. Consequences por Godley & Creme. El arte de tapa es la de una autopista desde el punto de vista de la parte trasera de uno de los primeros británicos.Tanque de batalla Chieftain turret; mirando por encima del cañón, detrás del comandante del tanque, hacia la carretera vacía adelante. La 'cara de nube' en la portada de 'Consequences' es visible en el cielo.
- Datos: Q63108250